# 李鳳聲
李鳳聲（李香凝，1933年—），香港粵劇及粵語電影演員，出生於廣東省鶴山市。1966年息影遠嫁大馬；1991年移民澳洲，後創辦梨園雅集曲藝社，推廣粵劇文化。

## 作品
- 《大觀園 林黛玉魂歸離恨天》（1954年）：飾薛寶釵
- 《兩代恩情》 (1960年）：飾冼美珊, 方美蘭
- 《梁紅玉血戰黃天蕩》 (1961)

## 外部連結
- 李鳳聲在互联网电影资料库（IMDb）上的資料（英文）（英文）
- 李鳳聲在香港影庫上的簡介
- 李鳳聲在豆瓣上的资料（简体中文）
- 李鳳聲在时光网上的簡介（简体中文）